# Brumbies
Die Brumbies (bis 2005 ACT Brumbies genannt; in Verbindung mit dem Hauptsponsor auch als CA Technologies Brumbies bezeichnet) sind eine Rugby-Union-Mannschaft aus der australischen Hauptstadt Canberra. Sie spielt in der internationalen Super-Rugby-Liga und repräsentiert das Australian Capital Territory (daher das frühere Kürzel ACT) sowie den südlichen Teil von New South Wales.
Die Mannschaft ist nach den wilden Brumby-Pferden benannt, die im Hinterland von Canberra leben. Heimstadion ist das Canberra Stadium, das die Brumbies mit dem Rugby-League-Team Canberra Raiders teilen. Die Mannschaftsfarben sind marineblau, weiß und gelb. Das Maskottchen heißt Brumby Jack.
Die Brumbies entstanden 1996, um eine dritte australische Mannschaft für die neu gegründete Liga Super 12 (heute Super Rugby) zu stellen. Da die Mannschaft zu Beginn aus angeblich „zweitklassigen“ Spielern bestand, wurde ihr ein sehr schnelles Ende prophezeit. Doch seither haben die Brumbies fünf Mal das Meisterschaftsfinale erreicht und gewannen dieses zweimal, was bis jetzt keiner anderen australischen Mannschaft gelungen ist. 2001 bezwangen sie die Sharks aus Südafrika und 2004 die Crusaders aus Neuseeland.

## Spieler

### Aktueller Kader
Der Kader für die Saison 2020:

### Bekannte ehemalige Spieler

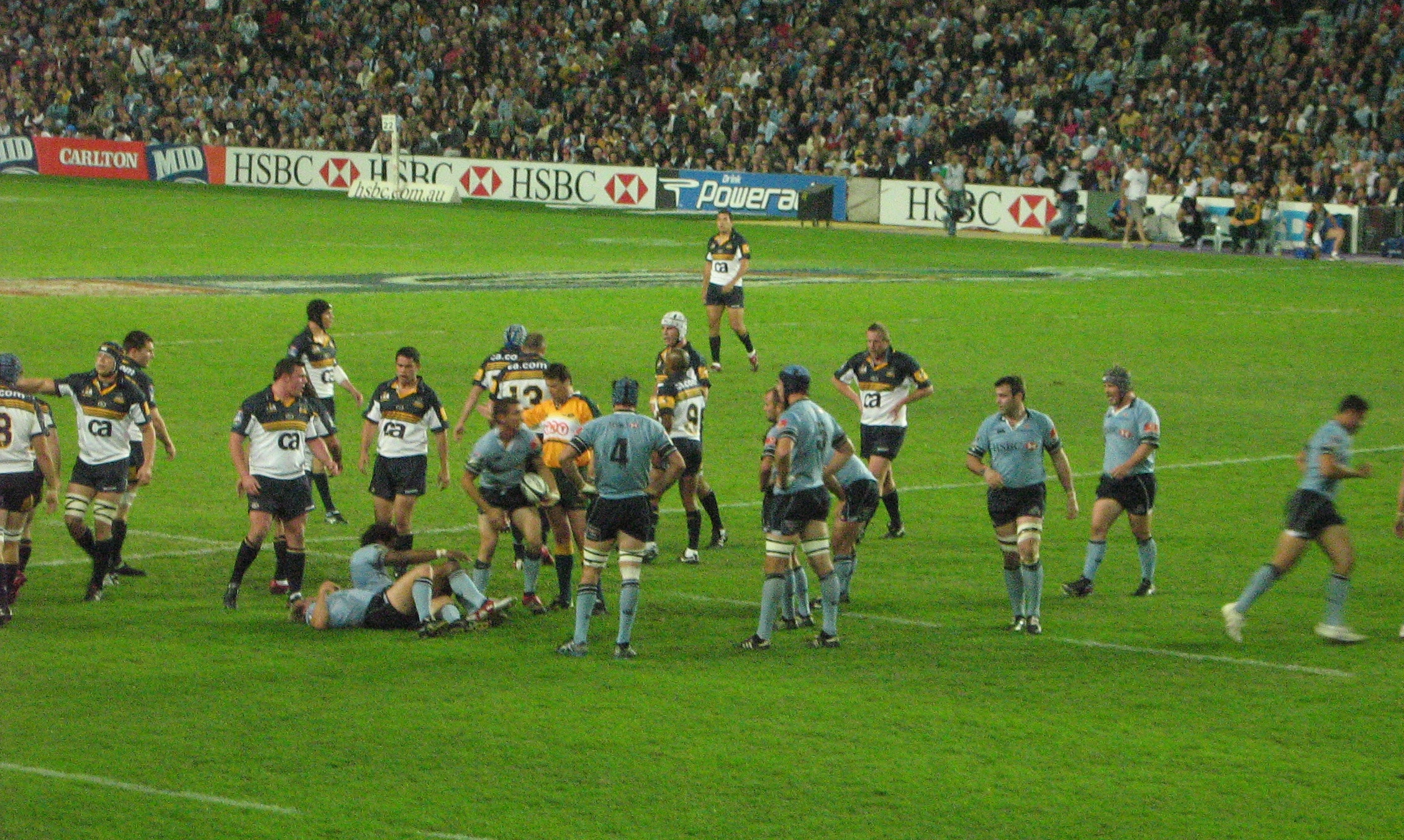
Brumbies gegen Waratahs, April 2006

- Ben Alexander
- Adam Ashley-Cooper
- Luke Burgess
- Mark Chisholm
- Tomás Cubelli (Argentinien)
- Rocky Elsom
- Owen Finegan
- David Giffin
- Matt Giteau
- George Gregan
- Michael Hooper
- Stephen Larkham
- Stephen Moore
- Stirling Mortlock
- David Pocock
- Joe Roff
- George Smith
- Matt Tomua
- Dan Vickerman

## Platzierungen

### Super 12
| Jahr | Spiele | Siege | Unent. | Ndlg. | Spiel- punkte | Diff. | Bonus- punkte | Tabellen- punkte | Platz | Playoffs                        |
| ---- | ------ | ----- | ------ | ----- | ------------- | ----- | ------------- | ---------------- | ----- | ------------------------------- |
| 1996 | 11     | 7     | 0      | 4     | 306:273       | +33   | 4             | 32               | 5.    |                                 |
| 1997 | 11     | 8     | 0      | 3     | 406:291       | +115  | 9             | 41               | 2.    | Finalniederlage gegen Blues     |
| 1998 | 11     | 3     | 0      | 8     | 228:308       | −80   | 4             | 20               | 10.   |                                 |
| 1999 | 11     | 5     | 0      | 6     | 278:195       | +83   | 8             | 28               | 5.    |                                 |
| 2000 | 11     | 9     | 0      | 2     | 393:196       | +197  | 9             | 45               | 1.    | Finalniederlage gegen Crusaders |
| 2001 | 11     | 8     | 0      | 3     | 348:204       | +144  | 8             | 40               | 1.    | Finalsieg gegen Sharks          |
| 2002 | 11     | 7     | 0      | 4     | 374:230       | +144  | 10            | 38               | 3.    | Finalniederlage gegen Crusaders |
| 2003 | 11     | 6     | 0      | 5     | 358:313       | +45   | 7             | 31               | 4.    | Halbfinalniederlage gegen Blues |
| 2004 | 11     | 8     | 0      | 3     | 408:269       | +139  | 8             | 40               | 1.    | Finalsieg gegen Crusaders       |
| 2005 | 11     | 5     | 1      | 5     | 260:268       | −8    | 7             | 29               | 5.    |                                 |

### Super 14
| Jahr | Spiele | Siege | Unent. | Ndlg. | Spiel- punkte | Diff. | Bonus- punkte | Tabellen- punkte | Platz | Playoffs |
| ---- | ------ | ----- | ------ | ----- | ------------- | ----- | ------------- | ---------------- | ----- | -------- |
| 2006 | 13     | 8     | 1      | 4     | 326:269       | +57   | 4             | 38               | 6.    |          |
| 2007 | 13     | 9     | 0      | 4     | 234:173       | +61   | 4             | 40               | 5.    |          |
| 2008 | 13     | 8     | 0      | 5     | 277:317       | −40   | 6             | 30               | 9.    |          |
| 2009 | 13     | 8     | 0      | 5     | 311:305       | +6    | 6             | 38               | 7.    |          |
| 2010 | 13     | 8     | 0      | 5     | 358:291       | +67   | 5             | 37               | 6.    |          |

### Super Rugby
| Jahr | Spiele | Siege | Unent. | Ndlg. | Spiel- punkte | Diff. | Bonus- punkte | Tabellen- punkte | Platz | Playoffs                                     |
| ---- | ------ | ----- | ------ | ----- | ------------- | ----- | ------------- | ---------------- | ----- | -------------------------------------------- |
| 2011 | 16     | 4     | 1      | 11    | 314:437       | −123  | 7             | 33               | 13.   |                                              |
| 2012 | 16     | 10    | 0      | 6     | 404:331       | +73   | 10            | 58               | 7.    |                                              |
| 2013 | 16     | 10    | 2      | 4     | 430:295       | +135  | 8             | 60               | 3.    | Finalniederlage gegen die Chiefs             |
| 2014 | 16     | 10    | 0      | 6     | 412:378       | +34   | 5             | 45               | 4.    | Halbfinalniederlage gegen die Waratahs       |
| 2015 | 16     | 9     | 0      | 7     | 369:261       | +108  | 11            | 47               | 6.    | Halbfinalniederlage gegen die Hurricanes     |
| 2016 | 15     | 10    | 0      | 5     | 425:326       | +99   | 3             | 43               | 4.    | Viertelfinalniederlage gegen die Highlanders |
| 2017 | 15     | 6     | 0      | 9     | 315:279       | +36   | 11            | 47               | 4.    | Viertelfinalniederlage gegen die Hurricanes  |
| 2018 | 16     | 7     | 0      | 9     | 393:422       | −29   | 6             | 34               | 10.   |                                              |
| 2019 | 16     | 10    | 0      | 6     | 430:366       | +64   | 8             | 48               | 3.    | Halbfinalniederlage gegen die Jaguares       |